# Turul Franței 2010

Traseul ediţiei 2010

Turul Franței 2010, cea de-a 97-a ediție a Turului Franței, s-a desfășurat între 3 și 25 iulie 2010. Plecarea s-a dat în Olanda, la Rotterdam, primele etape desfășurându-se în Olanda și Belgia.
Sosirea a fost programată - ca de obicei - la Paris, pe Champs-Élysées.

## Traseul
Pentru această ediție au fost programate un prolog și 20 de etape, pe o distanță de aprox. 3.600 de km.

### Profilul etapelor
- 9 etape de plat
- 6 etape de munte cu 3 sosiri la altitudine
- 4 etape intermediare
- 1 etapă contra-cronometru individual (51 km)

### Particularități
- de 2 ori Col du Tourmalet
- 7 porțiuni de "pavate" (13,2 km) în Belgia și Franța
- 2 zile de repaus
- 23 de vârfuri de categoria a II-a, I și categorie specială.

### Descriere
Prologul a fost programat la Rotterdam (Olanda). După Amsterdam în 1954, primul start al Turului în afara Franței, "Marea Buclă" a plecat din Scheveningen în 1973, din Leiden în 1978 și din s'Hertogenbosch în 1996. Prin urmare, a fost al cincilea start al Turului în Olanda și al treilea start dat în Olanda în trei mari tururi consecutive, după Assen pentru Turul Spaniei 2009 și Amsterdam pentru Turul Italiei 2010.
După o primă etapă de plat au urmat două etape cu porțiuni caracteristice pentru cursele de "clasice": cele ardeneze, între Bruxelles și Spa, și cele flamande, între Wanze și Arenberg. Această a treia etapă a avut 13,2 km de porțiuni pavate.
Au urmat apoi trei etape de plat și o etapă de munte mediu, între Tournus și Station des Rousses, cu sosirea precedată de o cățărare finală de 14 km.
Etapa a opta a inclus cățărarea pe Col de la Ramaz și o cățărare finală spre Morzine-Avoriaz.
După o primă zi de repaus, etapa a noua, lungă de 204 km, a cuprins patru ascensiuni: Col de la Colombière, Col d'Aravis, Col des Saisies și Col de la Madeleine cu cei 25,4 km cu pantă de 6,1%, sosirea fiind la Saint Jean de Maurienne.
Etapa de munte mediu între Chambéry și Gap, pe 14 iulie, a fost urmată de două etape de plat, a 11-a și a 13-a, și o etapă valonată, a 12-a.
Au urmat Pirineii, unde s-au celebrat anul acesta 100 de ani de la prima trecere prin acest masiv și unde s-au atribuit două premii speciale cu ocazia trecerilor pe Col du Tourmalet: premiul Jacques Goddet și premiul Henri Desgrange. În Pirinei au fost programate 4 etape:
- Etapa a 14-a, cu start la Revel, trecere prin Port de Pailhères și final în ascensiune spre Ax-3 Domaines, cățărare lungă de 7,9 km cu pantă de 8,3%.
- Etapa a 15-a cu trei cățărări: Col du Portet-d'Aspet și Col des Ares, urcate în prima etapă de munte din 1910, și Port de Balès, urcat doar în 2007.
- Etapa a 16-a, Bagnères-de-Luchon - Pau, marcată prin înlănțuirea ascensiunilor Peyresourde - Aspin - Tourmalet - Aubisque.
- După a doua zi de repaus, etapa a 17-a, cu plecare din Pau, trecere peste Col de Marie-Blanque și Col du Soulor și sosire în ascensiune pe Col du Tourmalet - a doua sosire pe acest vârf, după cea din 1974.

Turul s-a încheiat cu o etapă de plat, o etapă contra-cronometru individual de 51 km, și ultima etapă (de plat) cu obișnuitul circuit parizian și sprinturi pe Champs-Élysées.
Turul a fost castigat de rutierul echipei Saxo Bank,luxemburghezul Andy Schleck.Schleck s-a impus si in clasamentul tricoului alb,acordat celui mai bine clasat rutier sub 26 de ani in clasamentul general.Tricoul de rege al muntilor a fost castigat de francezul Anthony Charteau.Clasamentul pe puncte a fost castigat de italianul Alessandro Petacchi.

## Echipele participante
Pentru această ediție au fost selecționate 16 echipe și au fost invitate alte 6 echipe.

### Echipele selecționate
| Franța - AG2R La Mondiale - BBox Bouygues Telecom - Cofidis, le Crédit en ligne - Française des Jeux | Spania - Caisse d’Epargne - Euskaltel – Euskadi - Footon – Servetto | Italia - Lampre – Farnese - Liquigas - Doimo |
| Belgia - Quick Step - Omega Pharma – Lotto                                                           | SUA - Team HTC-Columbia                                             | Kazakhstan - Astana                          |
| Danemarca - Team Saxo Bank                                                                           | Germania - Team Milram                                              | Olanda - Rabobank                            |

### Echipele invitate
| SUA - Garmin - Transitions - Team RadioShack - BMC Racing Team | Marea Britanie - Team Sky | Rusia - Katusha Team | Elveția - Cervélo Test Team |

### Componența echipelor (în ordinea numerelor atribuite)
| ASTANA (AST) - Dir. sp. : MARTINELLI Giuseppe 001 CONTADOR Alberto 002 DE LA FUENTE David 003 GRIVKO Andriy 004 HERNANDEZ BLAZQUEZ Jesus 005 IGLINSKIY Maxim 006 NAVARRO Daniel 007 NOVAL GONZALEZ Benjamin 008 TIRALONGO Paolo 009 VINOKOUROV Alexandre    | TEAM SAXO BANK (SAX) - Dir. sp. : SCHMIDT Torsten 011 SCHLECK Andy 012 BRESCHEL Matti 013 CANCELLARA Fabian 014 FUGLSANG Jakob 015 O’GRADY Stuart 016 SCHLECK Frank 017 SORENSEN Chris 018 SORENSEN Nicki 019 VOIGT Jens                            |
| TEAM RADIOSHACK (RSH) - Dir. sp. : BRUYNEEL Johan 021 ARMSTRONG Lance 022 BRAJKOVIC Janez 023 HORNER Christopher 024 KLÖDEN Andréas 025 LEIPHEIMER Levi 026 MURAVYEV Dmitriy 027 PAULINHO Sergio 028 POPOVYCH Yaroslav 029 RAST Gregory                     | SKY PRO CYCLING (SKY) - Dir. sp. : YATES Sean 031 WIGGINS Bradley 032 BARRY Michaël 033 CUMMINGS Stephen 034 FLECHA Juan Antonio 035 GERRANS Simon 036 BOASSON HAGEN Edvald 037 LÖVKVIST Thomas 038 PAUWELS Serge 039 THOMAS Geraint                |
| LIQUIGAS-DOIMO (LIQ) - Dir. sp. : ZANATTA Stefano 041 BASSO Ivan 042 BELLOTTI Francesco 043 KOREN Kristjan 044 KREUZIGER Roman 045 KUCHYNSKI Aleksandr 046 OSS Daniel 047 QUINZIATO Manuel 048 SZMYD Sylvester 049 VANDBORG Brian                           | GARMIN - TRANSITIONS (GRM) - Dir. sp. : WHITE Matthew 051 VANDEVELDE Christian 052 DEAN Julian 053 FARRAR Tyler 054 HESJEDAL Ryder 055 HUNTER Robert 056 MAASKANT Martijn 057 MILLAR David 058 VAN SUMMEREN Johan 059 ZABRISKIE David               |
| FDJ (FDJ) - Dir. sp. : BRICAUD Thierry 061 LE MEVEL Christophe 062 CASAR Sandy 063 DI GREGORIO Rémy 064 GESLIN Anthony 065 LADAGNOUS Matthieu 066 ROUX Anthony 067 ROY Jérémy 068 SULZBERGER Wesley 069 VAUGRENARD Benoît                                   | KATUSHA TEAM (KAT) - Dir. sp. : PARSANI Serge 071 KARPETS Vladimir 072 BRUTT Pavel 073 IVANOV Serguei 074 KOLOBNEV Alexandr 075 MC EWEN Robbie 076 PLIUSCHIN Alexandr 077 RODRIGUEZ OLIVER Joaquin 078 VANDENBERGH Styn 079 VORGANOV Eduard         |
| AG2R LA MONDIALE (ALM) - Dir. sp. : LAVENU Vincent 081 ROCHE Nicolas 082 BOUET Maxime 083 CHAMPION Dimitri 084 ELMIGER Martin 085 GADRET John 086 LE LAY David 087 MONDORY Lloyd 088 NOCENTINI Rinaldo 089 RIBLON Christophe                                | CERVELO TEST TEAM (CTT) - Dir. sp. : VAN POPPEL Jean-Paul 091 SASTRE Carlos 092 FLORENCIO Xavier 093 GUSTOV Volodymir 094 HUNT Jérémy 095 HUSHOVD Thor 096 KLIER Andreas 097 KONOVALOVAS Ignatas 098 LANCASTER Brett Daniel 099 LLOYD Daniel        |
| OMEGA PHARMA - LOTTO (OLO) - Dir. sp. : FRISON Herman 101 VAN DEN BROECK Jurgen 102 AERTS Mario 103 DE GREEF Francis 104 DELAGE Mickael 105 LANG Sebastian 106 LLOYD Matthew 107 MORENO FERNANDEZ Daniel 108 ROELANDTS Jürgen 109 WEGELIUS Charles          | TEAM HTC - COLUMBIA (THR) - Dir. sp. : HOLM Brian 111 CAVENDISH Mark 112 EISEL Bernhard 113 GRABSCH Bert 114 HANSEN Adam 115 MARTIN Tony 116 MONFORT Maxime 117 RENSHAW Mark 118 ROGERS Michael 119 SIVTSOV Kanstantsin                             |
| BMC RACING TEAM (BMC) - Dir. sp. : LELANGUE John 121 EVANS Cadel 122 BALLAN Alessandro 123 BOOKWALTER Brent 124 BURGHARDT Marcus 125 FRANK Mathias 126 HINCAPIE George 127 KROON Karsten 128 MORABITO Steve 129 SANTAMBROGIO Mauro                          | QUICK STEP (QST) - Dir. sp. : PEETERS Wilfried 131 CHAVANEL Sylvain 132 BARREDO Carlos 133 DE WEERT Kevin 134 DEVENYNS Dries 135 PINEAU Jérôme 136 REDA Francesco 137 SEELDRAYERS Kevin 138 VAN DE WALLE Jurgen 139 WYNANTS Maarten                 |
| TEAM MILRAM (MRM) - Dir. sp. : GRABSCH Ralf 141 GERDEMANN Linus 142 CIOLEK Gerald 143 FRÖHLINGER Johannes 144 KLUGE Roger 145 KNEES Christian 146 ROBERTS Luke 147 ROHREGGER Thomas 148 TERPSTRA Niki 149 WEGMANN Fabian                                    | BBOX BOUYGUES TELECOM (BTL) - Dir. sp. : ROUS Didier 151 VOECKLER Thomas 152 ARASHIRO Yukiya 153 CHARTEAU Anthony 154 FEDRIGO Pierrick 155 GAUTIER Cyril 156 ROLLAND Pierre 157 SPRICK Matthieu 158 TURGOT Sébastien 159 VOGONDY Nicolas            |
| CAISSE D’EPARGNE (GCE) - Dir. sp. : LEDANOIS Yvon 161 SANCHEZ Luis-Leon 162 FARIA DA COSTA Rui Alberto 163 ERVITI Imanol 164 GUTIERREZ José Ivan 165 KIRYIENKA Vasil 166 MOREAU Christophe 167 PERGET Mathieu 168 PLAZA MOLINA Ruben 169 ROJAS Jose Joaquin | COFIDIS LE CREDIT EN LIGNE (COF) - Dir. sp. : VAN LONDERSELE Francis 171 TAARAMAE Reine 172 AUGE Stéphane 173 DUMOULIN Samuel 174 EL FARES Julien 175 KERN Christophe 176 MINARD Sébastien 177 MOINARD Amaël 178 MONIER Damien 179 PAURIOL Rémi     |
| EUSKALTEL - EUSKADI (EUS) - Dir. sp. : GONZALEZ GALDEANO Igor 181 SANCHEZ Samuel 182 ISASI Inaki 183 MARTINEZ Egoi 184 OROZ Juan José 185 PEREZ LEZAUN Alan 186 PEREZ MORENO Ruben 187 TXURRUKA Amets 188 VELASCO Ivan 189 VERDUGO Gorka                    | RABOBANK (RAB) - Dir. sp. : VAN HOUWELINGEN Adri 191 MENȘOV Denis 192 BOOM Lars 193 FREIRE Oscar 194 GARATE Juan Manuel 195 GESINK Robert 196 MOERENHOUT Koos 197 NIERMANN Grischa 198 TANKINK Bram 199 TJALLINGII Maarten                          |
| LAMPRE - FARNESE (LAM) - Dir. sp. : PIOVANI Maurizio 201 CUNEGO Damiano 202 BOLE Grega 203 DA DALTO Mauro 204 GAVAZZI Francesco 205 HONDO Danilo 206 LORENZETTO Mirco 207 MALORI Adriano 208 PETACCHI Alessandro 209 SPILAK Simon                           | FOOTON-SERVETTO (FOT) - Dir. sp. : FERNANDEZ José Antonio 211 CAPECCHI Eros 212 BENITEZ José-Alberto 213 CARDOSO Manuel 214 DURAN AROCA Arkaitz 215 EIBEGGER Markus 216 FELLINE Fabio 217 MAYOZ Iban 218 PEREZ ARRIETA Aitor 219 VALLS FERRI Rafael |

## Etapele programate
| #  | Dată    | Start               | Sosire                    | Km    | Tip etapă    | Tip etapă                     | Câștigător                     |
| -- | ------- | ------------------- | ------------------------- | ----- | ------------ | ----------------------------- | ------------------------------ |
| P  | 3 iul.  | Rotterdam           | Rotterdam                 | 8,9   |              | Crontra-cronometru individual | CANCELLARA Fabian (SAX)        |
| 1  | 4 iul.  | Rotterdam           | Bruxelles                 | 223,5 |              | Etapă plată                   | PETACCHI Alessandro (LAM)      |
| 2  | 5 iul.  | Bruxelles           | Spa                       | 201   |              | Etapă valonată                | CHAVANEL Sylvain (QST)         |
| 3  | 6 iul.  | Wanze               | Arenberg Porte du Hainaut | 213   |              | Etapă plată                   | HUSHOVD Thor (CTT)             |
| 4  | 7 iul.  | Cambrai             | Reims                     | 153,5 |              | Etapă plată                   | PETACCHI Alessandro (LAM)      |
| 5  | 8 iul.  | Épernai             | Montargis                 | 187,5 |              | Etapă plată                   | CAVENDISH Mark (THR)           |
| 6  | 9 iul.  | Montargis           | Gueugnon                  | 227,5 |              | Etapă plată                   | CAVENDISH Mark (THR)           |
| 7  | 10 iul. | Tournus             | Station des Rousses       | 165,5 |              | Etapă intermediară            | CHAVANEL Sylvain (QST)         |
| 8  | 11 iul. | Station des Rousses | Morzine-Avoriaz           | 189   |              | Etapă de munte                | SCHLECK Andy (SAX)             |
| R  | 12 iul. |                     |                           |       | Zi de repaus | Zi de repaus                  |                                |
| 9  | 13 iul. | Morzine-Avoriaz     | Saint-Jean-de-Maurienne   | 204,5 |              | Etapă de munte                | CASAR Sandy (FDJ)              |
| 10 | 14 iul. | Chambéry            | Gap                       | 179   |              | Etapă intermediară            | PAULINHO Sergio (RSH)          |
| 11 | 15 iul. | Sisteron            | Bourg-lès-Valence         | 184,5 |              | Etapă plată                   | CAVENDISH Mark (THR)           |
| 12 | 16 iul. | Bourg-de-Péage      | Mende                     | 210,5 |              | Etapă valonată                | RODRIGUEZ OLIVER Joaquin (KAT) |
| 13 | 17 iul. | Rodez               | Revel                     | 196   |              | Etapă plată                   | VINOKOUROV Alexandre (AST)     |
| 14 | 18 iul. | Revel               | Ax-3 Domaines             | 184,5 |              | Etapă de munte                | RIBLON Christophe (ALM)        |
| 15 | 19 iul. | Pamiers             | Bagnères-de-Luchon        | 187   |              | Etapă de munte                | VOECKLER Thomas (BTL)          |
| 16 | 20 iul. | Bagnères-de-Luchon  | Pau                       | 199,5 |              | Etapă de munte                | FEDRIGO Pierrick (BTL)         |
| R  | 21 iul. |                     |                           |       | Zi de repaus | Zi de repaus                  |                                |
| 17 | 22 iul. | Pau                 | Col du Tourmalet          | 174   |              | Etapă de munte                | SCHLECK Andy (SAX)             |
| 18 | 23 iul. | Salies-de-Béarn     | Bordeaux                  | 198   |              | Etapă plată                   | CAVENDISH Mark (THR)           |
| 19 | 24 iul. | Bordeaux            | Pauillac                  | 51    |              | Crontra-cronometru individual | CANCELLARA Fabian (SAX)        |
| 20 | 25 iul. | Longjumeau          | Paris Champs-Élysées      | 102,5 |              | Etapă plată                   | CAVENDISH Mark (THR)           |

## Clasamente finale

### Clasamentul general
|     | Sportiv                  | Țară                       | Echipă             |    | Timp        |
| --- | ------------------------ | -------------------------- | ------------------ | -- | ----------- |
| 1   | SCHLECK Andy             | Luxemburg                  | Team Saxo Bank     | în | 91h 59' 27” |
| 2   | MENȘOV Denis             | Rusia                      | Rabobank           | +  | +1' 22"     |
| 3   | SANCHEZ Samuel           | Spania                     | Euskaltel-Euskadi  | +  | +3' 01"     |
| 4   | VAN DEN BROECK Jurgen    | Belgia                     | Omega Pharma-Lotto | +  | +6' 15"     |
| 5   | GESINK Robert            | Țările de Jos              | Rabobank           | +  | +8' 52"     |
| 6   | HESJEDAL Ryder           | Canada                     | Garmin-Transitions | +  | +9' 36"     |
| 7   | RODRIGUEZ OLIVER Joaquin | Spania                     | Team Katusha       | +  | +10' 58"    |
| 8   | KREUZIGER Roman          | Cehia                      | Liquigas-Doimo     | +  | +11' 15"    |
| 9   | HORNER Christopher       | Statele Unite ale Americii | Team RadioShack    | +  | +11' 23"    |
| 10  | SANCHEZ Luis-Leon        | Spania                     | Caisse D'Epargne   | +  | +13' 42"    |
| 11  | PLAZA MOLINA Ruben       | Spania                     | Caisse D'Epargne   | +  | +13' 50"    |
| 12  | LEIPHEIMER Levi          | Statele Unite ale Americii | Team RadioShack    | +  | +14' 01"    |
| 13  | KLÖDEN Andréas           | Germania                   | Team RadioShack    | +  | +15' 57"    |
| 14  | ROCHE Nicolas            | Irlanda                    | AG2R la Mondiale   | +  | +16' 20"    |
| 15  | VINOKOUROV Alexandre     | Kazahstan                  | Astana             | +  | +17' 07"    |
| 16  | LÖVKVIST Thomas          | Suedia                     | Team Sky           | +  | +20' 07"    |
| 17  | DE WEERT Kevin           | Belgia                     | Quick Step         | +  | +21' 15"    |
| 18  | GADRET John              | Franța                     | AG2R la Mondiale   | +  | +23' 25"    |
| 19  | SASTRE Carlos            | Spania                     | Cervelo Test Team  | +  | +25' 58"    |
| 20  | MORENO FERNANDEZ Daniel  | Spania                     | Omega Pharma-Lotto | +  | +28' 59"    |
| 21  | MOREAU Christophe        | Franța                     | Caisse D'Epargne   | +  | +33' 22"    |
| DSQ | ARMSTRONG Lance          | Statele Unite ale Americii | Team RadioShack    | +  | +38' 41"    |
| 23  | WIGGINS Bradley          | Regatul Unit               | Team Sky           | +  | +38' 45"    |
| 24  | CASAR Sandy              | Franța                     | FDJ                | +  | +45' 13"    |
| ... | ...                      | ...                        | ...                |    | ...         |
| 168 | MALORI Adriano           | Italia                     | Lampre             | +  | +4h 26' 24" |

### Clasamente auxiliare
|    | Sportiv              | Echipă                | Puncte |
| -- | -------------------- | --------------------- | ------ |
| 1  | PETACCHI Alessandro  | Lampre – Farnese      | 243    |
| 2  | CAVENDISH Mark       | Team HTC-Columbia     | 232    |
| 3  | HUSHOVD Thor         | Cervélo Test Team     | 222    |
| 4  | ROJAS Jose Joaquin   | Caisse d’Epargne      | 179    |
| 5  | MC EWEN Robbie       | Katusha Team          | 179    |
| 6  | HAGEN Edvald Boasson | Team Sky              | 161    |
| 7  | TURGOT Sébastien     | BBox Bouygues Telecom | 135    |
| 8  | CIOLEK Gerald        | Team Milram           | 126    |
| 9  | ROELANDTS Jürgen     | Omega Pharma – Lotto  | 124    |
| 10 | MONDORY Lloyd        | AG2R La Mondiale      | 119    |

|   | Sportiv           | Echipă                | Puncte |
| - | ----------------- | --------------------- | ------ |
| 1 | CHARTEAU Anthony  | BBox Bouygues Telecom | 143    |
| 2 | MOREAU Christophe | Caisse d’Epargne      | 128    |
| 3 | SCHLECK Andy      | Team Saxo Bank        | 116    |
| 4 | CUNEGO Damiano    | Lampre – Farnese      | 99     |
| 5 | SANCHEZ Samuel    | Euskaltel – Euskadi   | 96     |
| 6 | CASAR Sandy       | Française des Jeux    | 93     |
| 7 | PINEAU Jérôme     | Quick Step            | 92     |
| 8 | VOECKLER Thomas   | BBox Bouygues Telecom | 82     |
| 9 | FEDRIGO Pierrick  | BBox Bouygues Telecom | 72     |

|     | Sportiv            | Echipă                      |    | Timp        |
| --- | ------------------ | --------------------------- | -- | ----------- |
| 1\| | SCHLECK Andy       | Team Saxo-Bank              | în | 91h 59' 27" |
| 2   | GESINK Robert      | Rabobank                    | +  | 8' 52"      |
| 3   | KREUZIGER Roman    | Liquigas - Doimo            | +  | 11' 15"     |
| 4   | EL FARES Julien    | Cofidis, le Crédit en ligne | +  | 52' 43"     |
| 5   | GAUTIER Cyril      | BBox Bouygues Telecom       | +  | 1h 24' 33"  |
| 6   | FUGLSANG Jakob     | Team Saxo Bank              | +  | 1h 37' 53"  |
| 7   | VALLS FERRI Rafael | Footon – Servetto           | +  | 1h 41' 48"  |
| 8   | ROLLAND Pierre     | BBox Bouygues Telecom       | +  | 1h 46' 03"  |
| 9   | THOMAS Geraint     | Team Sky                    | +  | 1h 59' 26"  |
| 10  | ROJAS Jose Joaquin | Caisse d’Epargne            | +  | 2h 01' 19"  |

|    | Echipă                | Țară                       |    | Timp         |
| -- | --------------------- | -------------------------- | -- | ------------ |
| 1  | Team RadioShack       | Statele Unite ale Americii | în | 276h 02' 03" |
| 2  | Caisse d’Epargne      | Spania                     | +  | 09' 15"      |
| 3  | Rabobank              | Olanda                     | +  | 27' 49"      |
| 4  | AG2R La Mondiale      | Franța                     | +  | 41' 10"      |
| 5  | Omega Pharma – Lotto  | Belgia                     | +  | 51' 01"      |
| 6  | Astana                | Kazakhstan                 | +  | 56' 16"      |
| 7  | Quick Step            | Belgia                     | +  | 1h 06' 23"   |
| 8  | Euskaltel – Euskadi   | Spania                     | +  | 1h 23' 02"   |
| 9  | Liquigas - Doimo      | Italia                     | +  | 1h 29' 14"   |
| 10 | BBox Bouygues Telecom | Franța                     | +  | 1h 54' 18"   |

### Evolutia clasamentelor
| Etape               | Castigator           | Clasamentul general | Clasamentul pe puncte | Clasamentul cataratorilor | Clasamentul celui mai bun tanar | Clasamentul pe echipe | Clasamentul combativitatii |
| ------------------- | -------------------- | ------------------- | --------------------- | ------------------------- | ------------------------------- | --------------------- | -------------------------- |
| P                   | Fabian Cancellara    | Fabian Cancellara   | Fabian Cancellara     | neacordat                 | Tony Martin                     | Team RadioShack       | neacordat                  |
| 1                   | Alessandro Petacchi  | Fabian Cancellara   | Alessandro Petacchi   | neacordat                 | Tony Martin                     | Team RadioShack       | Maarten Wynants            |
| 2                   | Sylvain Chavanel     | Sylvain Chavanel    | Sylvain Chavanel      | Jérôme Pineau             | Tony Martin                     | Quick Step            | Sylvain Chavanel           |
| 3                   | Thor Hushovd         | Fabian Cancellara   | Thor Hushovd          | Jérôme Pineau             | Geraint Thomas                  | Team Saxo Bank        | Ryder Hesjedal             |
| 4                   | Alessandro Petacchi  | Fabian Cancellara   | Thor Hushovd          | Jérôme Pineau             | Geraint Thomas                  | Team Saxo Bank        | Dimitri Champion           |
| 5                   | Mark Cavendish       | Fabian Cancellara   | Thor Hushovd          | Jérôme Pineau             | Geraint Thomas                  | Team Saxo Bank        | José Iván Gutiérrez        |
| 6                   | Mark Cavendish       | Fabian Cancellara   | Thor Hushovd          | Jérôme Pineau             | Geraint Thomas                  | Team Saxo Bank        | Mathieu Perget             |
| 7                   | Sylvain Chavanel     | Sylvain Chavanel    | Thor Hushovd          | Jérôme Pineau             | Andy Schleck                    | Astana                | Jérôme Pineau              |
| 8                   | Andy Schleck         | Cadel Evans         | Thor Hushovd          | Jérôme Pineau             | Andy Schleck                    | Rabobank              | Mario Aerts                |
| 9                   | Sandy Casar          | Andy Schleck        | Thor Hushovd          | Anthony Charteau          | Andy Schleck                    | Caisse d'Épargne      | Luis León Sánchez          |
| 10                  | Sérgio Paulinho      | Andy Schleck        | Thor Hushovd          | Jérôme Pineau             | Andy Schleck                    | Caisse d'Épargne      | Mario Aerts                |
| 11                  | Mark Cavendish       | Andy Schleck        | Alessandro Petacchi   | Jérôme Pineau             | Andy Schleck                    | Caisse d'Épargne      | Stéphane Augé              |
| 12                  | Joaquim Rodríguez    | Andy Schleck        | Thor Hushovd          | Anthony Charteau          | Andy Schleck                    | Team RadioShack       | Alexandre Vinokourov       |
| 13                  | Alexandre Vinokourov | Andy Schleck        | Alessandro Petacchi   | Anthony Charteau          | Andy Schleck                    | Team RadioShack       | Juan Antonio Flecha        |
| 14                  | Christophe Riblon    | Andy Schleck        | Alessandro Petacchi   | Anthony Charteau          | Andy Schleck                    | Caisse d'Épargne      | Christophe Riblon          |
| 15                  | Thomas Voeckler      | Andy Schleck        | Alessandro Petacchi   | Anthony Charteau          | Andy Schleck                    | Team RadioShack       | Thomas Voeckler            |
| 16                  | Pierrick Fédrigo     | Andy Schleck        | Thor Hushovd          | Anthony Charteau          | Andy Schleck                    | Team RadioShack       | Carlos Barredo             |
| 17                  | Andy Schleck         | Andy Schleck        | Thor Hushovd          | Anthony Charteau          | Andy Schleck                    | Team RadioShack       | Alexandr Kolobnev          |
| 18                  | Mark Cavendish       | Andy Schleck        | Alessandro Petacchi   | Anthony Charteau          | Andy Schleck                    | Team RadioShack       | Daniel Oss                 |
| 19                  | Fabian Cancellara    | Andy Schleck        | Alessandro Petacchi   | Anthony Charteau          | Andy Schleck                    | Team RadioShack       | neacordat                  |
| 20                  | Mark Cavendish       | Andy Schleck        | Alessandro Petacchi   | Anthony Charteau          | Andy Schleck                    | Team RadioShack       | neacordat                  |
| Clasamentele finale | Clasamentele finale  | Andy Schleck        | Alessandro Petacchi   | Anthony Charteau          | Andy Schleck                    | Team RadioShack       | Sylvain Chavanel           |

## Abandonuri
- Prolog
  - 092  FLORENCIO Xavier - n-a luat startul
- Etapa 1
  - 213  CARDOSO Manuel - n-a luat startul
  - 125  FRANK Mathias - n-a luat startul
- Etapa a 2-a
  - 114  HANSEN Adam - n-a luat startul
  - 104  DELAGE Mickael - abandon
- Etapa a 3-a
  - 051  VANDEVELDE Christian - n-a luat startul
  - 148  TERPSTRA Niki - n-a luat startul
  - 086  LE LAY David - abandon
  - 016  SCHLECK Frank - abandon
- Etapa a 4-a
- Etapa a 5-a
  - 187  TXURRUKA Amets - n-a luat startul
- Etapa a 6-a
- Etapa a 7-a
  - 078  	VANDENBERGH Styn - descalificat (sosit cu întârziere)
  - 184  	OROZ Juan José - n-a luat startul
- Etapa a 8-a
- Etapa a 9-a
  - 035  GERRANS Simon - n-a luat startul
  - 071  KARPETS Vladimir - n-a luat startul
  - 144  KLUGE Roger - n-a luat startul
  - 216  FELLINE Fabio - n-a luat startul
  - 215  EIBEGGER Markus - abandon
- Etapa a 10-a
- Etapa a 11-a
  - 055  HUNTER Robert - n-a luat startul
  - 109  WEGELIUS Charles - n-a luat startul
  - 117  RENSHAW Mark - descalificat (nesportivitate)
- Etapa a 12-a
  - 173  DUMOULIN Samuel - n-a luat startul
  - 053  FARRAR Tyler - abandon
- Etapa a 13-a
  - 171  TAARAMAE Reine - abandon
- Etapa a 14-a
- Etapa a 15-a
  - 129  SANTAMBROGIO Mauro - abandon
- Etapa a 16-a
  - 198  TANKINK Bram - n-a luat startul
  - 217  MAYOZ Iban - n-a luat startul
- Etapa a 17-a
  - 209  SPILAK Simon - abandon
- Etapa a 18-a
  - 136  REDA Francesco - abandon
- Etapa a 19-a
- Etapa a 20-a